# Acantita
La acantita es un mineral del grupo de los sulfuros, químicamente sulfuro de plata puro (Ag2S). Descrito por primera vez en 1855 en los montes Metálicos de la región de Bohemia, es conocido por ser mena de plata. Su nombre deriva del griego akantha, que significa 'espina', en alusión a las caras de sus cristales. Sinónimos son argirita y henkelita.

## Relación con la argentita
La acantita es la modificación a baja temperatura del sulfuro de plata. Todos los especímenes de sulfuro de plata naturales a temperatura ambiente son acantita. La estructura de la argentita, el polimorfo con la misma fórmula química, es cúbica a alta temperatura pero no puede ser enfriada, a presión atmosférica la argentita pura es estable por encima de 177 °C y la acantita pura por debajo de esa misma temperatura. Es por esto que la argentita es considerada por la IMA como mineral hipotético y el único sulfuro de plata que acepta como mineral es la acantita.
El deslustre negruzco que le sale a la plata de ley es acantita.

## Formación y yacimientos
Es un mineral de plata común en los filones de sulfuros hidrotermales de baja temperatura, así como en zonas de enriquecimiento secundario. Muy común en los yacimientos de plata asociada a ésta. También suele estar asociada a otros minerales de plata, calcita o cuarzo.
Aparecen buenos cristales en: República Checa, Sajonia (Alemania), Sonora, Guanajuato y Chihuahua (México), Montana y Nevada (EE. UU.), Ontario (Canadá) y en Atacama (Chile).
Ha sido extraído en minería como importante mena de plata.